# Filip Pivkovski
Filip Pivkovski, född 31 januari 1994, är en svensk-makedonsk fotbollsspelare som spelar för Lunds BK.

## Klubbkarriär
Filip Pivkovski blev utlandsproffs i tidig ålder, han var 15 år gammal när han skrev på för Blackburn Rovers. Sommaren 2012 blev han utlånad till FC Nordsjælland. Senare det året blev han uppköpt av BK Häcken där han tillbringade en säsong. Efter ett år i Allsvenskan blev Pivkovski utlandsproffs igen i italienska Novara Calcio där han tillbringade tre år.
I januari 2015 lånades Pivkovski ut från Novara till Martina Franca. I december 2015 värvades han av Landskrona BoIS. I februari 2019 värvades Pivkovski av Ängelholms FF, där han skrev på ett tvåårskontrakt. I december 2020 värvades Pivkovski av Lunds BK.

## Landslagskarriär
Pivkovski är född i Malmö, men hans föräldrar kommer från Bitola, Makedonien, vilket gör honom tillgänglig för deras landslag. Han har representerat både Sveriges och Makedoniens ungdomslandslag.